# Grube Erasmus
Die Grube Erasmus ist eine ehemalige Buntmetallerzgrube im Bensberger Erzrevier in Lindlar. Sie lag in der Umgebung von Kepplerburg in Hohkeppel.

## Geschichte
Ein Mutungsgesuch auf Bleierz, Blende, Kupfererz, Schwefelkies und Eisenstein-Vorkommen von Conrad Pörting von der Gesellschaft Altenberg im Pferdeloch und am Burgberg bei Burg in der damaligen Gemeinde Vellingen stammt vom 8. August 1862. Offenbar stellten sich für eine Verleihung noch Fragen, so dass es zu weiteren fünf Mutungen kam, zuletzt am 15. Oktober 1867. Nach der Schlussverhandlung am 31. März 1868 wurde das Bergwerk am 12. Juli 1868 antragsgemäß an die Gesellschaft Altenberg verliehen.

## Betrieb und Anlagen
Über einen Betrieb ist nichts bekannt. Der Fundpunkt lag an einem kleinen Bachlauf westlich von der Ortschaft Kepplerburg – in der Urkunde steht nur Burg. Es haben hier nur Schürfarbeiten stattgefunden. Genauere Informationen dazu liegen nicht vor.